# Stefan Bellof
Stefan Bellof (* 20. November 1957 in Gießen; † 1. September 1985 in Stavelot, Belgien) war ein deutscher Automobilrennfahrer. 1984 und 1985 fuhr Bellof in der Formel 1. Seine größten Erfolge erreichte er bei Sportwagenrennen. In der Saison 1984 wurde er Langstrecken-Weltmeister, Deutscher Rennsportmeister und Fahrer-Europameister. Bellof war der erste deutsche Rennfahrer, der einen Weltmeistertitel auf der Automobil-Rundstrecke erringen konnte. Kollegen und Beobachter hielten Bellof für den schnellsten Rennfahrer seiner Generation. Er starb im September 1985 bei einem Rennunfall auf der Strecke von Spa in Belgien.

## Familie
Stefan Bellof wuchs in einem Umfeld mit automobilem Bezug auf. Sein Vater Georg hatte in seinen Jugendjahren an Rallyes und Bergrennen teilgenommen; später war er Funktionär in der ONS. Der Vater betrieb in Gießen eine Karosseriewerkstatt und eine Lackiererei, in der Stefan Bellof bis in die 1980er-Jahre als Angestellter arbeitete.
Bellof und sein ein Jahr älterer Bruder Georg begannen gemeinsam 1971, Kartrennen zu fahren. Ab 1973 nahmen die Bellof-Brüder an deutschen und europäischen Meisterschaften teil; vielfach traten sie direkt gegeneinander an. In dieser Zeit wurden beide finanziell und logistisch von ihrem Vater unterstützt, der nach eigenen Angaben jährlich etwa 50.000 DM in seine Söhne investierte. 1979 wechselte Georg junior zu Bertram Schäfer Racing in die Deutsche Formel-3-Meisterschaft, die er auf Rang sechs beendete. In der Familie wurde dieses Abschneiden als enttäuschend wahrgenommen. Georg Bellof senior konzentrierte seine Unterstützung daraufhin ausschließlich auf Stefan Bellof, während der Bruder seine Motorsportkarriere beendete.
Bellof lebte von 1976 bis zu seinem Tod mit Angelika Langner zusammen, die ihn vielfach an die Rennstrecken begleitete und das Design seines Helms entwarf. Langner heiratete 2004 den Rennfahrer Harald Grohs.

## Karriere & tödlicher Unfall

### Der Aufstieg

Das 1982 von seiner Freundin Angelika Langner entworfene Helmdesign in den Nationalfarben Deutschlands

1971 trat Bellof zusammen mit seinem Bruder in den Kart-Verein Oppenrod ein. In seinem zweiten Jahr gewann er sieben Kart-Rennen, 1980 wurde er Deutscher Kart-Meister, zwei Jahre nach seinem älteren Bruder Georg jr. (genannt Goa). Ebenfalls in den 1980er Jahren erzielte Stefan die ersten großen Erfolge in der Nachwuchsklasse Formel Ford. Das außergewöhnliche Talent von Stefan Bellof war schon absehbar, als er 1981 in der Formel Super V antrat und gleichzeitig in der Deutschen Formel-3-Meisterschaft Dritter wurde.
Ab 1981 trat Bellof in Rennen der Formel 3 und des Markenpokals Renault-5-Turbo-Cup für das Kölner GELO-Racing-Team an. Der Stefan Bellof zu Beginn seiner Karriere sporadisch managende Sportjournalist Rainer Braun hatte den nach Sponsoren suchenden Bellof an Teamchef Georg Loos vermittelt. Als sich die Möglichkeit zum Wechsel in die höhere Klasse der Formel 2 ergab, hatte Bellof infolge des Rechtsstreits eine Vertragsstrafe von 37.500 DM an Loos zu zahlen, um dem Knebelvertrag zu entkommen.
Für 1982 bekam er eine Chance in der Formel 2 beim deutschen Team Maurer-BMW. Er gewann gleich die ersten beiden Rennen (Silverstone, Hockenheim) in der hart umkämpften Serie und wurde am Ende Vierter.

### Sportwagen-Weltmeisterschaft
Nach Testfahrten für Porsche und einem ersten Langstrecken-Einsatz im 1000-km-Rennen von Spa-Francorchamps 1982, bei dem Bellof zusammen mit Rolf Stommelen in einem Kremer-Porsche CK5 vorzeitig ausschied, bot ihm das Werksteam von Porsche 1983 einen Platz bei Sportwagenrennen an, wo er sofort die erfahrenen Teamkollegen deklassierte. Stefan Bellof war bis zum 29. Juni 2018 der Einzige, der die Nürburgring-Nordschleife mit einem Schnitt von mehr als 200 km/h umrundete, am 28. Mai 1983 beim Training zum 1000-km-Rennen mit einem Porsche 956 (Chassis Nr. 007); Rundenzeit: 6:11,13 Minuten für die wegen Bauarbeiten verkürzte Distanz von 20,835 km. Ex-F1-Pilot Jochen Mass war als Zweitplatzierter fünf Sekunden langsamer, der amtierende F1-Weltmeister Keke Rosberg verlor bei seinem ersten Sportwagenrennen auf der Nordschleife 30 Sekunden. Im Rennen verunglückte Bellof jedoch in Führung liegend, nachdem er einen neuen Rundenrekord von 6:25,91 Minuten aufgestellt hatte. Zum Vergleich: Die heutzutage noch auf der Nordschleife erlaubten schwereren Fahrzeuge benötigen etwa sieben Minuten für die gleiche Streckenvariante. Obwohl er schnellster Fahrer im Team war, blieb ihm in der Jahresendabrechnung nur Platz 4.

### Formel 2
1982 debütierte Bellof bei Maurer Motorsport in der Formel-2-Europameisterschaft. Maurer gehörte zu Teams, die in dieser primär von Kundenfahrzeugen dominierten Serie eigene Chassis konstruierten. Das Team hatte im Vorjahr mit Eje Elgh den dritten Platz belegt; mit der Verpflichtung Bellofs hoffte Teamchef Willy Maurer, bessere Ergebnisse zu erreichen. Bellof hatte bereits im Oktober 1981 ein Formel-2-Auto für Maurer getestet. Sein Engagement bei Maurer verschaffte dem Team technische Unterstützung durch den Motorenhersteller BMW: Auf Vermittlung von Dieter Stappert erhielt Maurer im Gegenzug für die Verpflichtung Bellofs für die Saison 1982 kostenlose Motoren.
Bellofs Einstand in der Formel 2 war erfolgreich. Er gewann dadurch den Ruf des „kommenden Mannes im deutschen Motorsport.“

#### Saison 1982
Mit dem Maurer MM82 gewann Bellof die ersten beiden Rennen seiner Formel-2-Karriere und führte die Meisterschaft bis in den Mai des Jahres 1982 an. Danach gab es nur noch wenige Zielankünfte in den Punkterängen. Beim Gran Premio del Mediterraneo in Enna kam er als Zweiter und beim Rhein-Pokalrennen auf dem Hockenheimring als Dritter ins Ziel. Insgesamt erzielte er 33 Punkte, sodass er die Saison als Vierter der Formel-2-Europameisterschaft beendete.

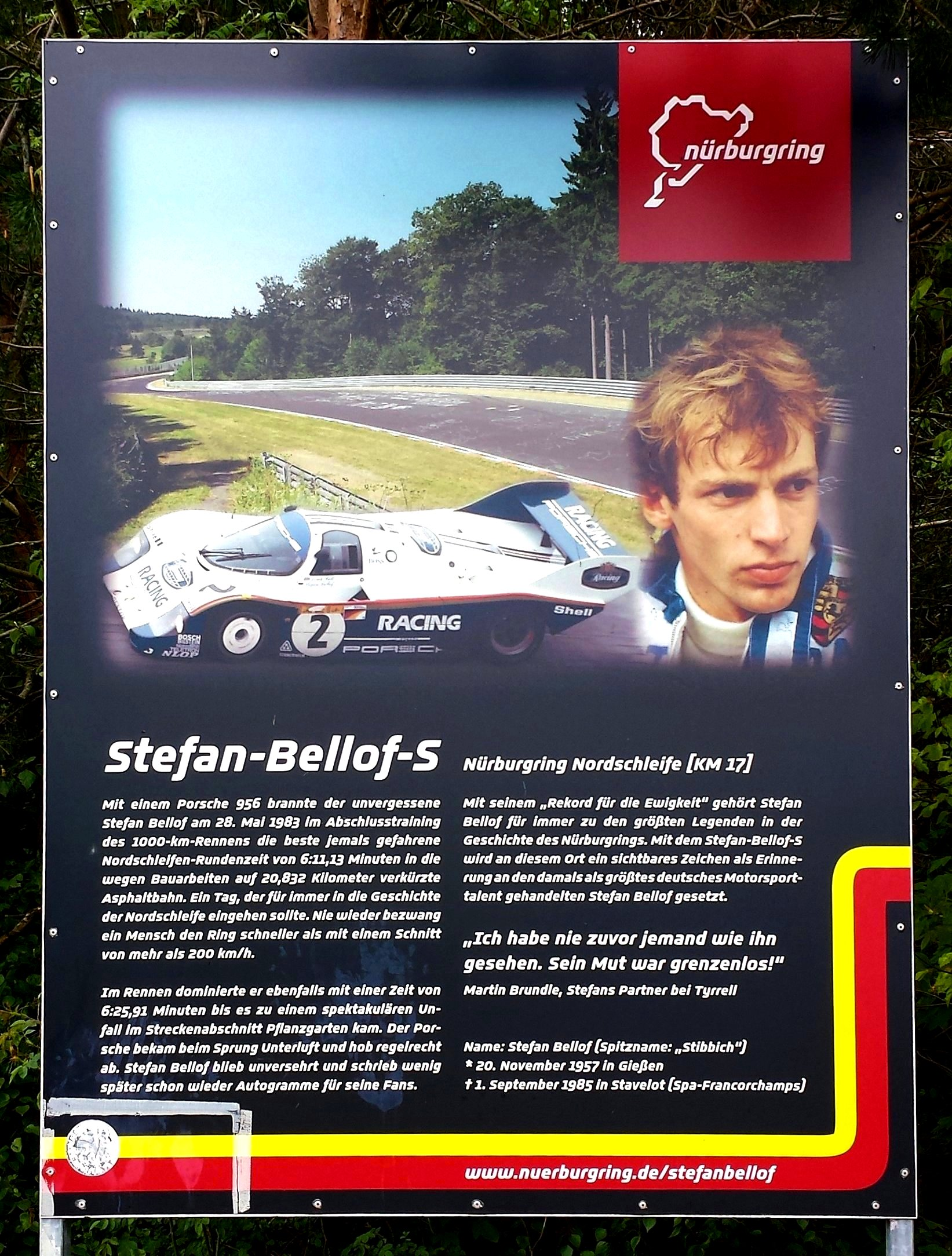
Stefan-Bellof-S Infotafel am Nürburgring (2019)

Im Laufe der Saison 1982 erlitt Bellof mehrere Unfälle, die zu Ausfällen oder Zeitverlusten führten. Beim dritten Meisterschaftslauf fiel er infolge einer Kollision bereits in der ersten Runde aus. Beim anschließenden ADAC-Eifelrennen auf dem Nürburgring lag er zunächst in der Spitzengruppe. Bellof fuhr hier die schnellste Runde des Rennens und die beste Zeit, die jemals mit einem Formel-2-Auto auf der Nordschleife des Nürburgrings erzielt wurde. Im weiteren Verlauf des Rennens kam es zu einem Zweikampf zwischen Bellof und dem Spirit-Werksfahrer Thierry Boutsen. Boutsen wehrte einen Überholversuch Bellofs ab, indem er seinen Konkurrenten von der Strecke auf die Seitenflächen drängte. Dadurch wurde Bellofs Hinterreifen beschädigt, sodass der Maurer zurückfiel. Bellof kam letztlich als Fünfter ins Ziel. Den schwersten Unfall erlitt Bellof beim Grand Prix de Formule 2 Belgique auf dem Circuit de Spa-Francorchamps: In der 17. Runde verlor sein Auto in der Eau Rouge infolge Aquaplanings die Bodenhaftung. Bellofs Maurer überschlug sich mehrfach und prallte in den Docking Spitzley DS1, den Thierry Tassin zuvor nach einem Unfall hier abgestellt hatte. Bellof konnte seinen Maurer aus eigener Kraft verlassen, bevor Piero Necchi und Carlo Rossi im zweiten Docking Spitzley in die Unfallautos prallten. Drei Jahre später verunglückte Bellof an derselben Stelle tödlich. Beim letzten Saisonrennen, dem Gran Premio dell’Adriatico in Misano, stieß Bellof in der ersten Runde bei einem Überholversuch den Wagen des March-Werksfahrers Johnny Cecotto an, der noch Chancen auf den Meistertitel hatte. Cecotto drehte sich daraufhin von der Strecke und verlor bei der anschließenden Reparatur seines Autos drei Runden, sodass er letztlich als 15. ins Ziel kam und nur Vizemeister wurde. Bellof hingegen fuhr im weiteren Verlauf des Rennens die schnellste Runde und kam als Fünfter ins Ziel. Nach dem Rennen kam es zu einer handgreiflichen Auseinandersetzung zwischen Bellof und Cecotto.

#### Saison 1983
Bellofs zweites Jahr in der Formel-2-Europameisterschaft war weniger erfolgreich als seine Debütsaison. Maurer meldete Bellof 1983 für zehn Rennen. Er ging aber nur siebenmal an den Start, da er in diesem Jahr werksseitig Sportwagenrennen für Porsche fuhr und es wiederholt zu Terminüberschneidungen kam. Bellof kam 1983 nur dreimal ins Ziel; sein bestes Ergebnis war der zweite Platz beim Gran Premio de Madrid. Dreimal fiel er infolge technischer Defekte aus, in Grand Prix de Pau wurde er – ebenso wie sein Teamkollege Alain Ferté – wegen Untergewichts des Autos disqualifiziert, und zum Gran Premio dell’Adriatico wurde er wegen nicht regelkonformer Schürzen an seinem Auto nicht zum Start zugelassen. Bellof beendete seine zweite und letzte Formel-2-Saison als Neunter.

### Formel 1

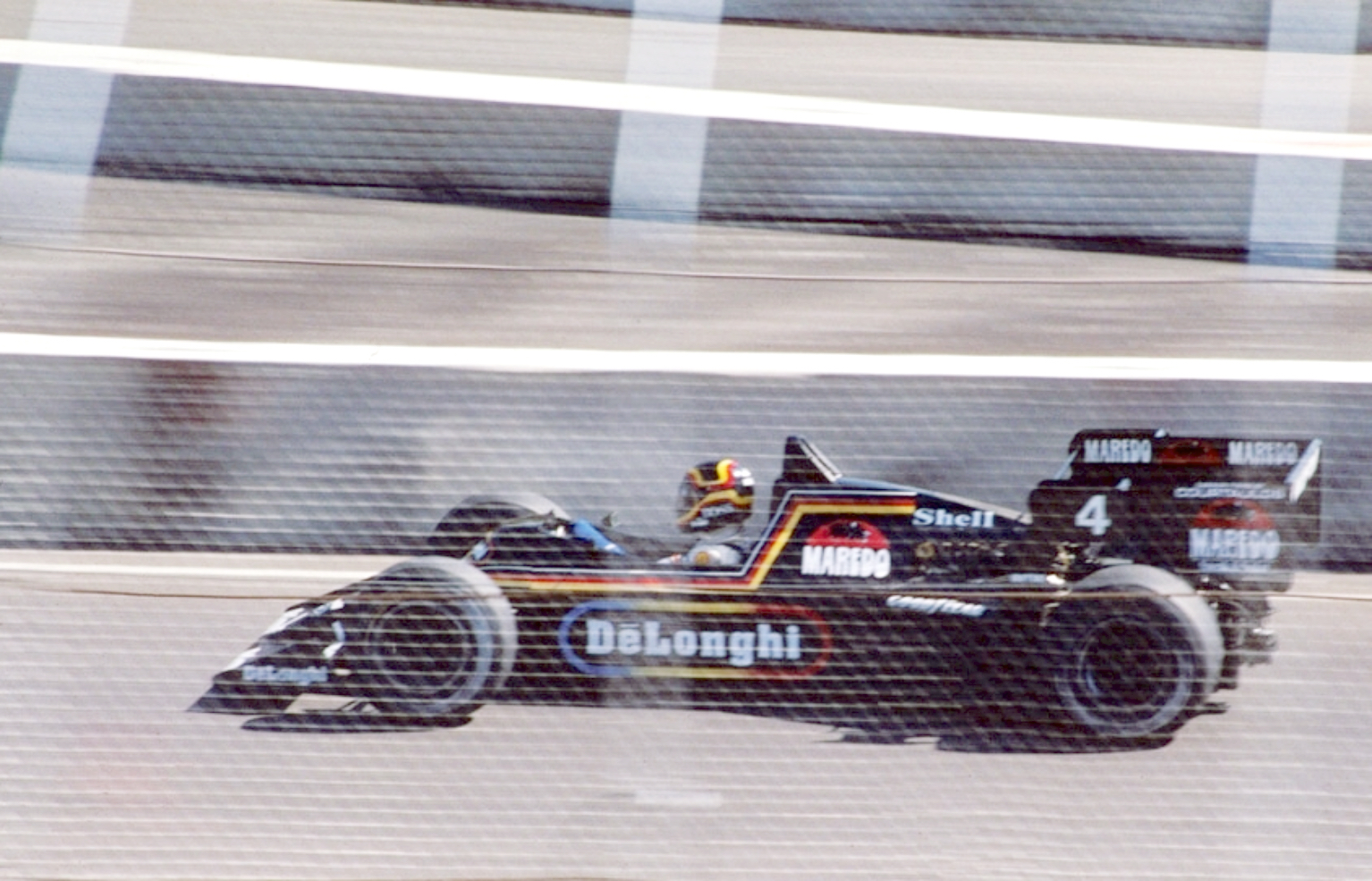
Stefan Bellof 1984 im Tyrrell in Dallas

Für die Saison 1984 interessierten sich Formel-1-Teams für den seit Jahren schnellsten Deutschen. Trotz erfolgreicher Testfahrten im McLaren, der mit Porsche-Turbomotor die F1 bis 1986 dominieren sollte, war dort kein Platz für ihn frei. Vertragsschwierigkeiten aufgrund seiner Bindung an Porsche verhinderten andererseits einen Einstieg mit dem Weltmeister-Turbomotor von BMW bei Brabham oder ATS.
Kurzfristig wurde Bellof ein Formel-1-Platz im Team Tyrrell angeboten, das als einziges noch mit den unterlegenen herkömmlichen Saugmotoren auskommen musste. Da zu jener Zeit die weitaus stärkeren Turbomotoren üblich waren, deren Ladedruck im Training hochgedreht werden konnte, waren Startplätze am Ende des Feldes unausweichlich. Beim ersten Rennen in Brasilien startete Bellof auf Platz 23, überholte sieben Konkurrenten in der ersten Runde und lag zu Beginn der dritten Runde nach einem Überholmanöver gegen Ayrton Senna auf Platz 13, als der Gaszug riss.
Beim Grand Prix von Monaco startete er wieder vom Ende des Feldes, konnte aber im Regen bis auf Platz 3 vorfahren, bevor das Rennen abgebrochen wurde. Zeitweise fuhr Bellof nicht nur schneller als der führende Alain Prost, sondern auch schneller als der völlig entfesselte Ayrton Senna. Am Saisonende wäre Bellof in der WM Vierzehnter geworden, jedoch wurde das gesamte Team disqualifiziert, weil das Gewicht der Autos im Rennen gegen das Reglement verstoßen hatte: Tyrrell hatte eine Wasserkühlung für die Bremsen installiert, deren Behälter bei der Abnahme mit Wasser gefüllt waren, im Rennen jedoch leer. Kurz vor Rennende wurde dann mit Bleikugeln versetzter Wasserballast eingefüllt, um zur Kontrolle nach dem Rennen wieder das Mindestgewicht zu erreichen.
Zwischen den Formel-1-Rennen errang Bellof mit dem Werks-Porsche 1984 den Weltmeistertitel bei den Sportwagen und auch die Deutsche Meisterschaft.

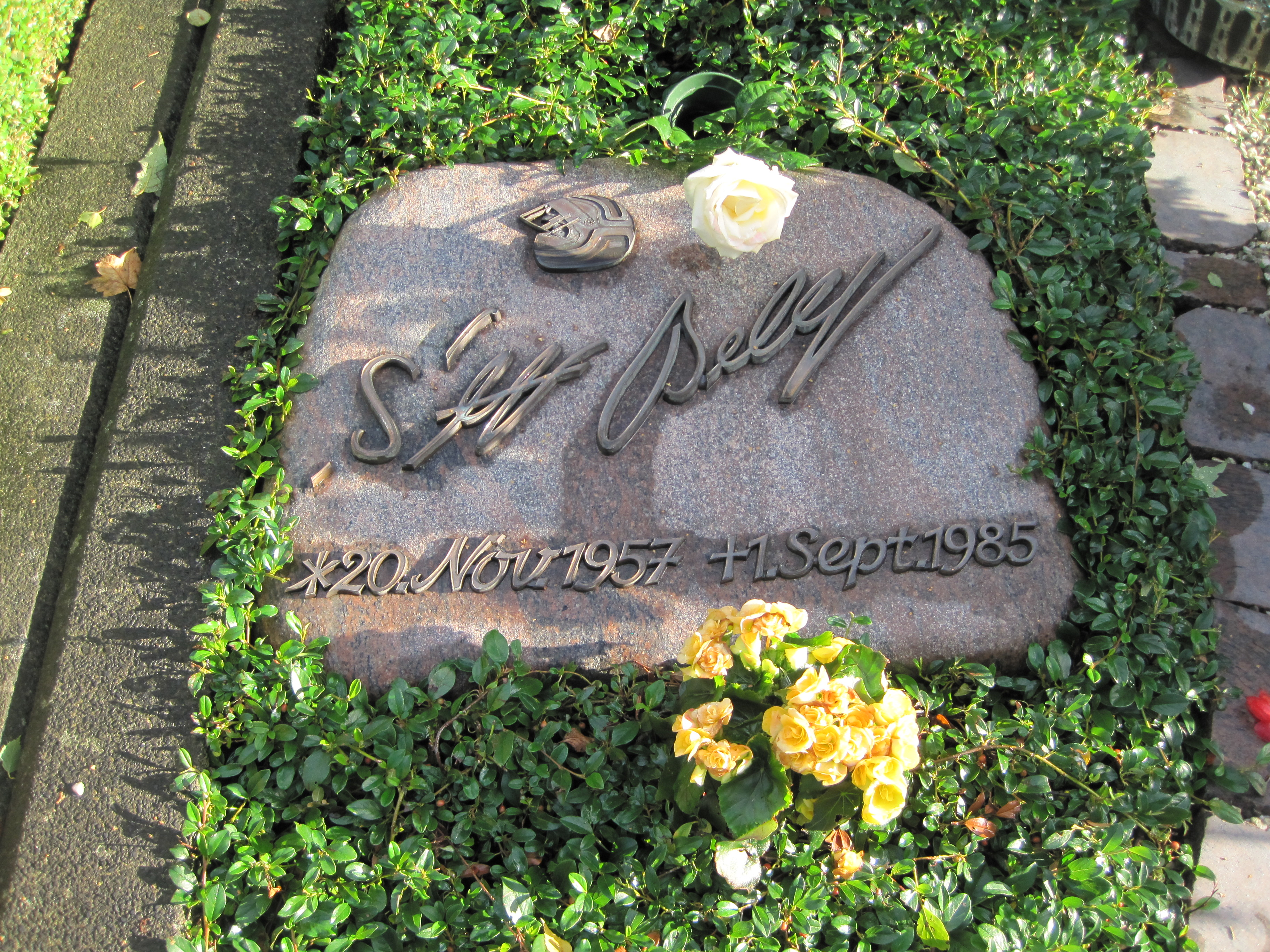
Grabstein auf dem Neuen Friedhof in Gießen

### Tödlicher Unfall
In der vermeintlichen Übergangssaison 1985 fuhr er weiterhin im unterlegenen Tyrrell, trennte sich aber vom Porsche-Werk und fuhr nun bei Sportwagenrennen im privaten Gruppe-C-Porsche für Walter Brun gegen sein früheres Team. Beim 1000-km-Rennen von Spa-Francorchamps 1985 kollidierte Bellof mit seinem Brun-Porsche 956B-116 beim Versuch, Jacky Ickx auf einem Werks-Porsche 962C außen zu überholen, in der Senke Eau Rouge mit dem Belgier. In dieser Kurve zu überholen, galt damals allgemein als unmöglich. Bellofs Wagen prallte mit fast unverminderter Geschwindigkeit frontal gegen einen hinter den Leitplanken stehenden Betonpfeiler, während sich der Wagen von Ickx drehte und der Fahrer nur leicht verletzt wurde. Bellof starb wahrscheinlich noch am Unfallort. Offiziell hieß es jedoch, erst im Krankenhaus sei der Herzstillstand eingetreten. Später äußerte insbesondere seine Familie Vorwürfe gegen Ickx, der seinem Kontrahenten wider besseres Wissen nicht den sprichwörtlichen „Platz zum Überleben“ gelassen und die blaue Flagge ignoriert habe.
In einem Fernsehinterview hatte Bellof noch unmittelbar vor dem Rennen zum Ausdruck gebracht, dass die betreffende Kurve für ein Überholmanöver zu gefährlich sei. Nahezu alle zeitgenössischen Beobachter gingen davon aus, dass Bellofs tödlicher Unfall auf einen eigenen Fahrfehler zurückzuführen war. Bellofs Teamkollege Thierry Boutsen und Marc Surer, der in einem Kremer-Porsche an dem Rennen teilnahm, erklärten übereinstimmend, dass die Unfallstelle nicht zum Überholen geeignet sei; Surer traute sich dort nicht einmal eine Überrundung zu. Boutsen vertrat die Ansicht, Bellof habe sich beim Überholvorgang verschätzt.

Im Rahmen einer ARD-Reportage über Bellof, die am 20. Oktober 2013 ausgestrahlt wurde, äußerte sich auch Bellofs früherer Teamkollege Jochen Mass zu dem Unfall:

„Vielleicht war der Jacky da unten auch besonders vorsichtig gefahren, nicht langsam, aber doch vorsichtiger, und er [Bellof] glaubte, er könnte ihn [Ickx] da so außen [überholen] – wär’ ja auch schön gewesen, außen Jacky Ickx zu überholen da unten in der Eau Rouge, da hätte jeder gesagt: der Größte! Aber das sind so Sachen, die gehen sich nicht immer aus.“

Die Vorwürfe gegenüber Ickx sieht er so: 

„Das ist doch alles Quatsch. Der Jacky fuhr seine Linie – da überholt man nicht. Deshalb achte ich auch nicht darauf, ob mich da einer möglicherweise überholen will.“

Abschließend sah Mass die Schuld am Unfall in dem Überholversuch bei Bellof: 

„Jeder hat so seine Theorie darüber. Ich fuhr, ich war dort, ich hab’s gesehen und ich weiß auch, was an der Stelle machbar ist und was nicht mit den Autos, und das war’s nicht. Das war nicht machbar.“

Hinsichtlich der Objektivität dieser Beurteilungen muss allerdings angemerkt werden, dass Jochen Mass bei dem schicksalhaften Rennen Jacky Ickx' Teamkollege gewesen war. Der Rennfahrer Hans-Joachim Stuck äußerte sich in der o. g. Reportage anders:

„Der Stefan war in der Eau Rouge so viel schneller wie der Jacky Ickx; er hat's einfach probiert, [...] das versteht man auch. Und ich kann mir vorstellen, dass Jacky Ickx sich das aber nicht bieten lassen wollte und die Tür zugemacht hat, und dann kam es zu dem fatalen Unfall.“

## Zitate über Stefan Bellof
„Stefan hat mich sehr an Jochen Rindt erinnert. Beide haben sich nicht um Ruf oder Konventionen geschert, und beide hatten unglaublich gute Reflexe.“

„Stefan Bellof ist das größte Talent, das ich je gesehen habe.“

„Bellof war eine Kreuzung aus Michael Schumacher und Gilles Villeneuve.“

## Andenken

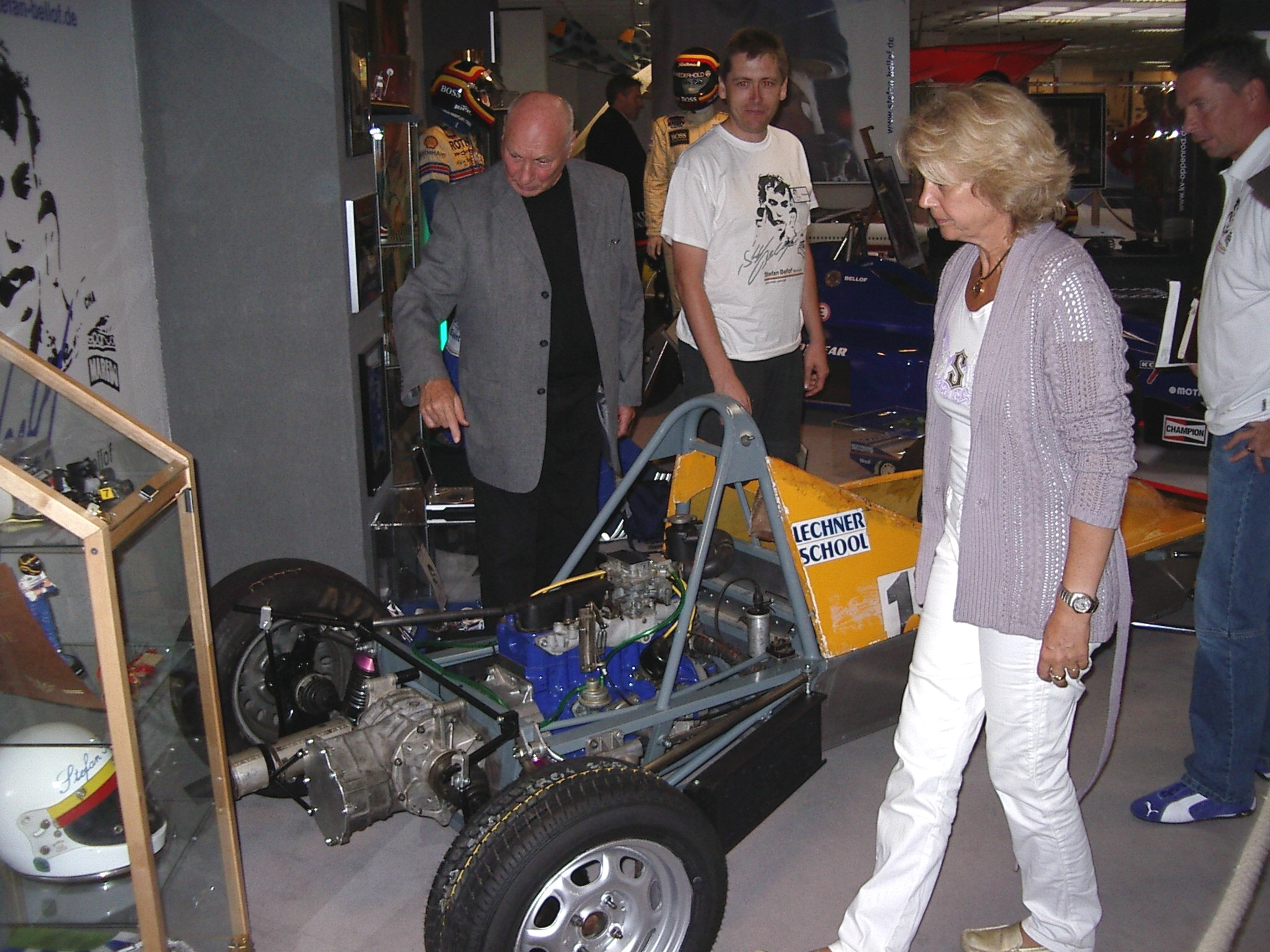
Vater Georg Bellof (links) sowie Angelika Grohs, geborene Langner, (im Vordergrund) im Stefan-Bellof-Memorial zur Begutachtung des ersten Formel-Rennautos von Bellof

Von April 2006 bis September 2020 gab es in der Sammler- & Hobbywelt in Alten-Buseck (nahe Gießen) ein Stefan-Bellof-Memorial. Auf rund 50 m² wurden Andenken aus dem Nachlass von Stefan Bellof präsentiert, darunter sein erstes Gokart, Fahreroveralls, Pokale, Urkunden und Modellautos und als Highlight der erste Rennwagen Bellofs, ein Formel Ford 1600 PRS aus der Saison 1980.
In der Busecker Ortschaft Oppenrod trägt die Outdoor-Kartbahn Bellofs Namen. Seine Geburtsstadt Gießen ehrte ihn mit der Stefan-Bellof-Straße in einem Gewerbegebiet.
Am 10. August 2013 wurde ein Streckenabschnitt der Nürburgring-Nordschleife in Stefan-Bellof-S benannt, in Erinnerung an den Rundenrekord von 6:11,13 Minuten vom 28. Mai 1983, der sich 2013 zum 30. Mal jährte. Der Rekord hatte bis 2018 Bestand.

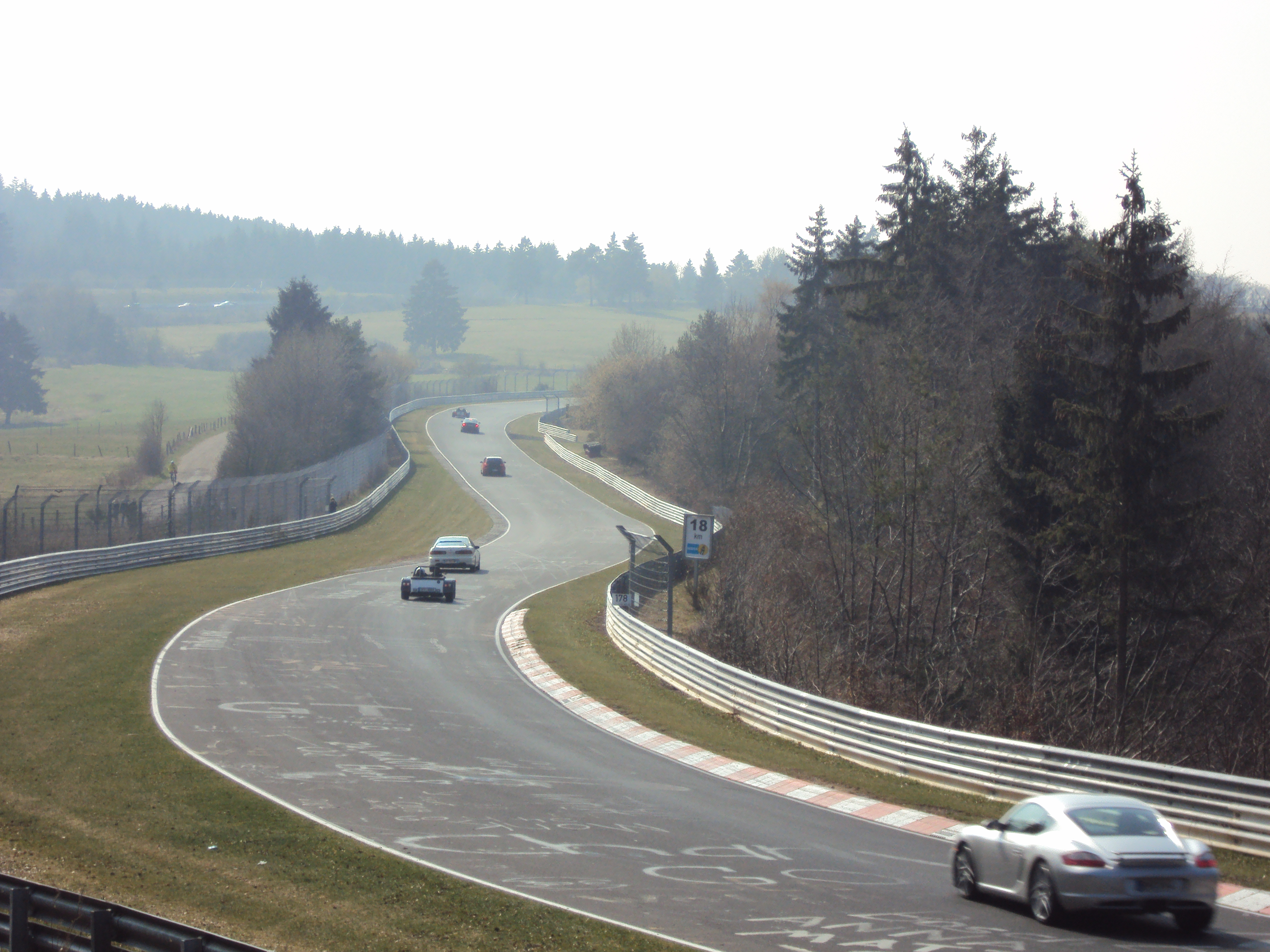
Stefan-Bellof-S auf der Nordschleife
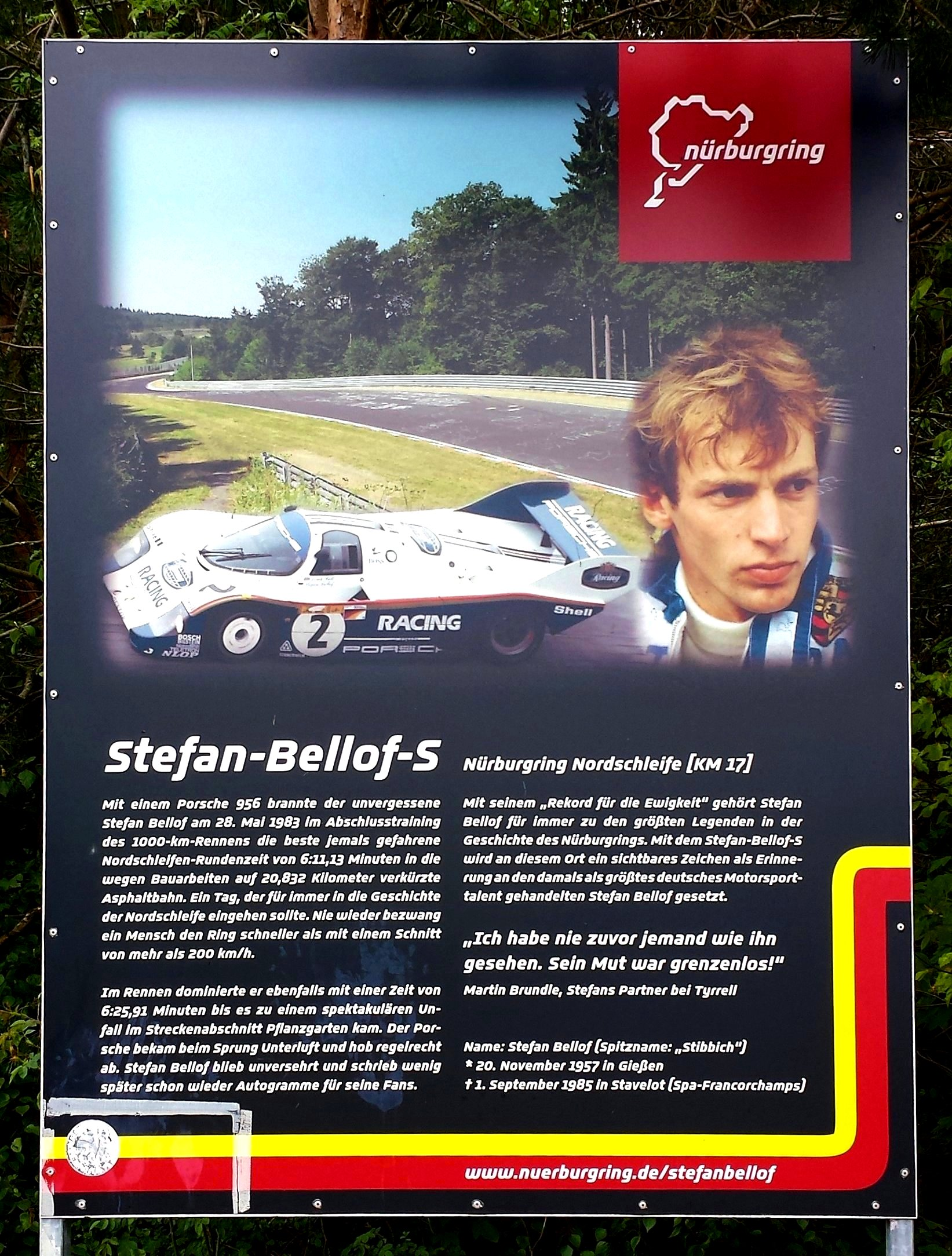
Informationstafel

## Statistik

### Le-Mans-Ergebnisse
| Jahr | Team                | Fahrzeug    | Teamkollege | Platzierung | Ausfallgrund |
| ---- | ------------------- | ----------- | ----------- | ----------- | ------------ |
| 1983 | Rothmans Porsche KG | Porsche 956 | Jochen Mass | Ausfall     | Motorschaden |

### Einzelergebnisse in der Sportwagen-Weltmeisterschaft
| Saison | Team                    | Rennwagen   | 1   | 2   | 3   | 4   | 5   | 6   | 7   | 8   | 9   | 10  | 11  |
| ------ | ----------------------- | ----------- | --- | --- | --- | --- | --- | --- | --- | --- | --- | --- | --- |
| 1982   | Kremer Racing           | Porsche CK5 | MON | SIL | NÜR | LEM | SPA | MUG | FUJ | BRH |     |     |     |
| 1982   | Kremer Racing           | Porsche CK5 |     | DNF |     |     |     |     |     |     |     |     |     |
| 1983   | Porsche                 | Porsche 956 | MON | SIL | NÜR | LEM | SPA | FUJ | KYA |     |     |     |     |
| 1983   | Porsche                 | Porsche 956 |     | 1   | DNF | DNF | 2   | 1   | 1   |     |     |     |     |
| 1984   | Porsche Brun Motorsport | Porsche 956 | MON | SIL | LEM | NÜR | BRH | MOS | SPA | IMO | FUJ | KYA | SAN |
| 1984   | Porsche Brun Motorsport | Porsche 956 | 1   | 10  |     | 1   | 5   | 4   | 1   | 1   | 1   |     | 1   |
| 1985   | Brun Motorsport         | Porsche 962 | MUG | MON | SIL | LEM | HOK | MOS | SPA | BRH | FUJ | SEL |     |
| 1985   | Brun Motorsport         | Porsche 962 | 3   | DNF |     |     | DNF |     | DNF |     |     |     |     |

## Auszeichnungen
- ADAC Motorsportler des Jahres 1984

## Filmdokumentationen
- Das kurze Leben eines Rennfahrers. Stefan Bellof – Eine unvollendete Karriere. Deutsche TV-Dokumentation von Wolfgang Avenarius, ARD 1986, ca. 45 Minuten
- Stefan Bellof: Mit Vollgas in den Tod – Das kurze Leben eines großen Motorsporttalents. Deutsche TV-Dokumentation von Henning Rütten und Boris Poscharsky, ARD 2013, ca. 45 Minuten